# Мотолько Антон Гадімович
Мотолько Антон Гадімович (4 червня 1988, Мінськ) — білоруський фотограф, блогер, громадянський активіст. Засновник онлайн-проєктів «МотолькоПомоги» та «Беларускі Гаюн».

## Біографія
У 2004 році закінчив середню школу № 51 у Мінську. Навчався у Білоруській державній академії зв'язку, а згодом в Інституті підприємницької діяльності. Працював фотографом, знімаючи репортажі для великих видань із конкурсів краси, концертів, громадських заходів. Співпрацював із інтернет-порталом TUT.BY.
2011 року був затриманий під час мовчазного протесту в Мінську. Після звіряння документів одразу відпущено без пред'явлення претензій.
У 2015 році став володарем премії «Чемпіони громадянського суспільства» у номінації «Журналіст року».
У 2016 році відбувся суд за позовом Антона Мотолько до Белтелерадіокомпанії, яка у березні 2015 року розмістила дві фотографії північного сяйва без згоди автора. Суд не задовольнив вимоги позивача, вирішивши, що знімки північного сяйва неспроможні бути об'єктом авторського права.
У 2018 році брав участь у організації святкового концерту до 100-річчя Білоруської народної республіки біля Великого театру.
Антон Мотолько є активним учасником порталу електронних звернень «Зручне місто». Був ініціатором звернень, що мали великий суспільний резонанс, у тому числі проти військових парадів у Мінську. Є засновником телеграм-каналу «МотолькоПомоги». Спочатку канал призначався для висвітлення проблем озеленення білоруських міст. Починаючи з літа 2020 року, у каналі почали переважати повідомлення про політичні події.
5 лютого 2025 року невідомими було отримано доступ до чату з роботою моніторингового проекту «Беларускі Гаюн», яким займається особисто Антон Мотолько. Блогер-активіст зазначив, що це сталося через його помилку. Він не дотримувався правил безпеки ведення чат-бота. Внаслідок цього сотні людей зазнали арештів і надалі отримали штрафи та значні терміни тюремного ув'язнення. Наразі проект припинив своє існування.

## Кримінальна справа
У березні 2021 року Слідчий комітет у місті Мінську порушив проти Антона Мотолько кримінальні справи за «розпалювання ненависті проти представників влади та правоохоронних органів», «створення екстремістського формування» та «заклик до дій, що завдають шкоди національній безпеці». Також, за словами Слідчого комітету, повідомляється, що Антон Мотолько має відношення до «масових заворушень» та «організації та підготовки дій, що грубо порушують громадський порядок».
Телеграм-канал Антона Мотолько визнано екстремістським 23 березня 2021 року за рішенням суду Партизанського району міста Мінська.
У березні 2023 року два онлайн-проекти Мотолько були визнані екстремістськими формуваннями у Білорусі.
2024 року Мотолько почали заочно судити за кількома політичними статтями. У червні 2025 року стало відомо, що його заочно засудили до 20 років позбавлення волі та штрафу.